# Α-ネオエンドルフィン
α-ネオエンドルフィン(alpha-Neoendorphin)は、内生のオピオイドペプチドである。10個のアミノ酸からなるデカペプチドで、アミノ酸配列は、Tyr-Gly-Gly-Phe-Leu-Arg-Lys-Tyr-Pro-Lysである
。